# Comuna Buneakîne, Putîvl
Buneakîne (în ucraineană Бунякине) este o comună în raionul Putîvl, regiunea Sumî, Ucraina, formată din satele Bruskî, Buneakîne (reședința), Buvalîne și Hirkî.

## Demografie
Componența lingvistică a comunei Buneakîne
     Rusă (92,28%)
     Ucraineană (7,51%)
     Alte limbi (0,11%)
Conform recensământului din 2001, majoritatea populației comunei Buneakîne era vorbitoare de rusă (92,28%), existând în minoritate și vorbitori de ucraineană (7,51%).